# Bergasa
Bergasa é um município da Espanha 
na província e comunidade autónoma de La Rioja, de área 27,09 km² com população de 137 habitantes (2007) e densidade populacional de 5,06 hab./km².

## Demografia
| Variação demográfica do município entre 1991 e 2004 | Variação demográfica do município entre 1991 e 2004 | Variação demográfica do município entre 1991 e 2004 | Variação demográfica do município entre 1991 e 2004 |
| --------------------------------------------------- | --------------------------------------------------- | --------------------------------------------------- | --------------------------------------------------- |
| 1991                                                | 1996                                                | 2001                                                | 2004                                                |
| 205                                                 | 195                                                 | 155                                                 | 150                                                 |